# Русские краски
АО «Русские краски» — крупное предприятие лакокрасочной отрасли России.
Химическая корпорация DuPont, вторая по величине в США, и российская компания «Русские краски» объявили о создании совместного предприятия.

## История

### Российская империя
В 1838 году купец 3-й гильдии Андрей Федорович Вахрамеев основал свинцово-белильный завод в городе Ярославле на правом берегу реки Которосль. К концу XIX века это было одно из самых крупных производств в отрасли. В 1906 году был запущен краскотёрочный цех, а в 1910 году начат выпуск цветных красок. В 1907 году было создано акционерное общество «Наследники Н. А. Вахрамеева». Официальное название предприятия в то время: Завод свинцовых белил акционерного общества наследников Вахрамеева.

### СССР
После революции в 1920 году иностранные специалисты покинули предприятие. Новому руководству пришлось мобилизовать оставшихся опытных работников, чтобы восстановить рецептуры, технологические особенности и начать выпуск продукции. В 1922 году завод заработал. Это послужило поводом дать новое название предприятию — «Победа рабочих». (полное название Ярославский лакокрасочный завод «Победа рабочих»).
Все правительственные машины Советского Союза с 1930-х годов и вплоть до 1975 года, красились эмалью, разработанной и выпущенной на «Победе рабочих». В военные годы производство было перестроено на выпуск военной продукции.
В 1945 году создан цех контрольно-измерительных приборов, в 1946 организовано производство глифталевых эмалей для автомобилей «Москвич». В 1947 году начато производство пентафталевых эмалей, в 1955 — светостойких кронов. В 1956 году открыт цех синтетических смол, в 1960 начат выпуск жестяных банок для мелкой фасовки.
В 1961—1964 годах идёт реконструкция и расширение производства. В 1965—1970 освоены синтетические эмали для ГАЗ и все лакокрасочные материалы для ВАЗ. В 1970 году пущена первая очередь корпуса синтеза лаков, в 1971 освоено производство электрофорезных грунтов с повышенными антикоррозийными свойствами. В середине 1970-х годов завод объединяют с заводом «Свободный труд» в "Ярославское объединение «Лакокраска», но в конце 1980-х годов завод снова обретает самостоятельность и прежнее имя.
В 1980 годах проведена реконструкция цехов, ликвидированы вредные производства, построен цех безвозвратной тары, вступил в строй цех по производству эмалей и грунтов на конденсационных смолах.

### Российская федерация
В 1991 году происходит приватизация предприятия, предприятие получает название ТОО «Ярославский завод „Победа рабочих“». В июне 1998 году меняется на ОАО «Ярославский лакокрасочный завод „Победа рабочих“». В 1999 году создается Объединение «Ярославские краски» и выводится торговая марка с этим названием, под которым выпускаются декоративные ЛКМ ремонтно-строительного назначения в мелкой фасовке.
В 2001 году завод получает название «Русские краски». Авторемонтные материалы выпускаются под единой торговой маркой «Vika».
В 2004 год запущен «Ярославский завод порошковых красок», запущен пилотный проект по выпуску водно-дисперсионных декоративных ЛКМ.
В 2005 году начинается освоение новой производственной площадки Осташино, где был построен новый складской комплекс с использованием современных логистических технологий.
В 2006 году создано совместное предприятие по производству автомобильных лакокрасочных материалов «Дюпон — Русские краски».
В 2009 году на площадке Осташино запущен новый цех водно-дисперсионных материалов мощностью 15 тыс. тн/год.
В 2010 году дан старт развития новой линейки антикоррозионных ЛКМ — ТМ Prodecor.
В 2011 году — запущено производство материалов серии BRITE с тефлоном
В 2012 году — доля локализованной продукции в объёме производства конвейерных ЛКМ, выпускаемых совместным предприятием составила 74 %
В 2014 — разработан комплекс ЛКМ для окраски самолётов «Ил»
В 2015 году запущено мелкосерийное производство ЛКМ
В 2017 — открыто бизнес-направление «Авиация и судостроение».
В 2018 — начато производство термопластиков для разметки дорог.
Последние годы большое внимание предприятие уделяет защите окружающей среды: реконструированы станция сжигания, очистные сооружения, введена в строй установка регенерации растворителей.
Интегрированная система менеджмента качества сертифицирована в соответствии с ISО 9001, IS0 14001, ОНSAS 18001, ISО/ТS 16949.
Компания является участником Международной программы «Responsible Саrе» («Ответственная забота»), неоднократно занимает первые места в рейтинге по качеству работы промышленных предприятий Ярославской области, признано «Предприятием с высокой социальной ответственностью».

## Показатели
Общий объём продаж лакокрасочной продукции Компании «Русские краски» в 2019 году составил 7 млрд руб. (отмечается прирост к уровню 2018 года, 6,2%).

## Бизнес-направления
В структуре компании выделяются 6 бизнес-направлений.
- Лакокрасочные материалы декоративного и строительно-ремонтного назначения, (Объединение «Ярославские краски») Торговые марки: «Ярославские краски», Brite, Premia, «ЯРКО», «Спецназ».[5]
- Авторемонтные лакокрасочные материалы Эмали, лаки, грунтовки, шпатлевки, колеровочные системы и вспомогательные материалы. Торговые марки: Vika[6], GUNTEX[7].
- Индустриальные лакокрасочные материалы Антикоррозионные материалы для окраски мостов, металлоконструкций, труб; окраска железнодорожного транспорта, электроизоляционные материалы, материалы для разметки дорог и взлетно-посадочных полос гражданских и военных аэродромов. Торговые марки: «Линия»[8], «Стрела»[9], ProDecor[10].
- Лакокрасочные материалы для окраски легкового, грузового и прочего автотранспорта на конвейере (ООО «АКСАЛТА» — «РУССКИЕ КРАСКИ»).
- Порошковые краски. Окраска холодильников и бытовой техники, дисков колес, труб для нефте- и газопроводов, окраска алюминиевого профиля и т. д. («ЯЗПК»)[11].
- Материалы для авиации и судостроения.